# Nathan Watson
Pour les articles homonymes, voir Watson.
Pas d'image ? Cliquez ici
Nathan Watson né le 4 octobre 1994 à Nottingham, est un pilote de moto britannique. Il remporte l'enduropale du Touquet le 3 février 2019.

## Biographie
Nathan Watson né le 4 octobre 1994 à Nottingham.

### Carrière de pilote
Il est licencié au Moto-Club de Thomer-la-Sôgne, dans l’Eure.

### Palmarès

#### Enduropale du Touquet-Pas-de-Calais
- Il est le premier britannique vainqueur de l'Enduropale du Touquet-Pas-de-Calais en 2019[2].

#### Championnat de France de courses sur sable
- champion de France en 2019 et 2020[3].